# Liste der Monuments historiques in Châtres (Aube)
Die Liste der Monuments historiques in Châtres führt die Monuments historiques in der französischen Gemeinde Châtres auf.

## Liste der Objekte
| Bezeichnung                        | Beschreibung                                             | Standort                     | Kennzeichnung | Schutzstatus | Datum | Bild |
| ---------------------------------- | -------------------------------------------------------- | ---------------------------- | ------------- | ------------ | ----- | ---- |
| Skulptur Heilige Katharina         | Holz, farbig gefasst und vergoldet, 16. Jahrhundert      | in der Kirche St-Rémi (Lage) | PM10000536    | Classé       | 1908  |      |
| Skulptur Stehende Madonna mit Kind | Kalkstein, farbig gefasst und vergoldet, 14. Jahrhundert | in der Kirche St-Rémi (Lage) | PM10003094    | Classé       | 1908  |      |
| Skulptur Heilige Chlothilde        | Holz, farbig gefasst und vergoldet, 16. Jahrhundert      | in der Kirche St-Rémi (Lage) | PM10003093    | Classé       | 1908  |      |
| Kirchenfenster                     | aus dem 16. Jahrhundert                                  | in der Kirche St-Rémi (Lage) | PM10000538    | Classé       | 1908  |      |
| Skulptur Sitzende Madonna mit Kind | Kalkstein, farbig gefasst und vergoldet, 14. Jahrhundert | in der Kirche St-Rémi (Lage) | PM10000539    | Classé       | 1980  |      |